# Grande Loja Legal de Portugal
A Grande Loja Legal de Portugal/GLRP (GLLP/GLRP) é uma obediência maçónica regular portuguesa. A GLLP e a Grande Loja Regular de Portugal disputavam a liderança da maçonaria portuguesa regular até a sua reconciliação em 2011, a segunda foi oficialmente reconhecida pela Grande Loja Unida de Inglaterra (UGLE).

## Constituição e Cisão
Em 1989 constitui-se o distrito Português da Grande Loja Nacional Francesa (GLNF), que agrupava três lojas portuguesas. Passados dois anos, em 1991, foi constituída a Grande Loja Regular de Portugal (GLRP) pela GLNF, tendo sido instalado Fernando Teixeira como primeiro Grão-Mestre. Por altura da sua constituição, a GLRP contava com cerca de 150 maçons e tinha como objectivo recuperar, para Portugal, a regularidade maçónica que o Grande Oriente Lusitano havia perdido no inicio do século XX.
Em 1996 é eleito o segundo Grão-Mestre da GLRP, Luís Nandin de Carvalho, que vem a ser contestado por uma parte da GLRP, o que dividiu a Obediência em duas facções. Os opositores do Grão-Mestre Nandim de Carvalho tomaram então o controlo — dentro do cumprimento da Lei Portuguesa — da Associação Civil de nome "Grande Loja Regular de Portugal", associação cultural criada como "face civil" da Grande Loja.[parcial?][carece de fontes?] Ficaram assim, à luz do Direito português, na posse da designação "Grande Loja Regular de Portugal". Impossibilitado de manter a denominação original, o Grão-Mestre contestado cria uma nova associação civil, designada Grande Loja Legal de Portugal/GLRP, ou GLLP/GLRP, logo dando conhecimento da alteração de nome (e das suas circunstâncias) às Obediências Maçónicas internacionais. A posição da GLRP — que ainda hoje reclama para si a Regularidade Maçónica, e considera ser a GLLP uma nova Obediência constituída em 1996 — é apenas reconhecida por um pequeno número de Obediências internacionais.[parcial?][carece de fontes?]

## A Atualidade
Nos finais de 2000 é eleito o 3.º Grão-Mestre da GLLP/GLRP José Manuel de Morais Anes e em 13 de Dezembro de 2003 é eleito Alberto Trovão do Rosário tendo sido instalado como 4.º Grão-Mestre da GLLP/GLRP, em 27 de Março de 2004.
Eleito a 16 de Dezembro de 2006, Mário Martin Guia foi instalado como M.·. R.·. Grão-Mestre no dia 24 de Março de 2007, perante uma assembleia de 430 maçons da GLLP/GLRP, numa cerimónia que contou ainda com a presença de diversas delegações estrangeiras. Mário Martin Guia foi posteriormente reeleito em 2009 para um segundo mandato, sendo o actual Grão-Mestre da Ordem.
Eleito em 2010 e reeleito em 2012, José Francisco Moreno, advogado, é instalado como Grão-Mestre da Grande Loja Legal de Portugal/GLRP, tendo sido responsável no final de 2011, pela reintegração dos membros da GLRP.

### A Reconciliação
A 17 de Dezembro de 2011 teve parte a cerimónia de reconciliação entre a GLRP e a GLLP, cujos passado dividia desde 1997 constituindo novamente e da forma original apenas um único corpo Maçónico.